# Kama (werktuig)

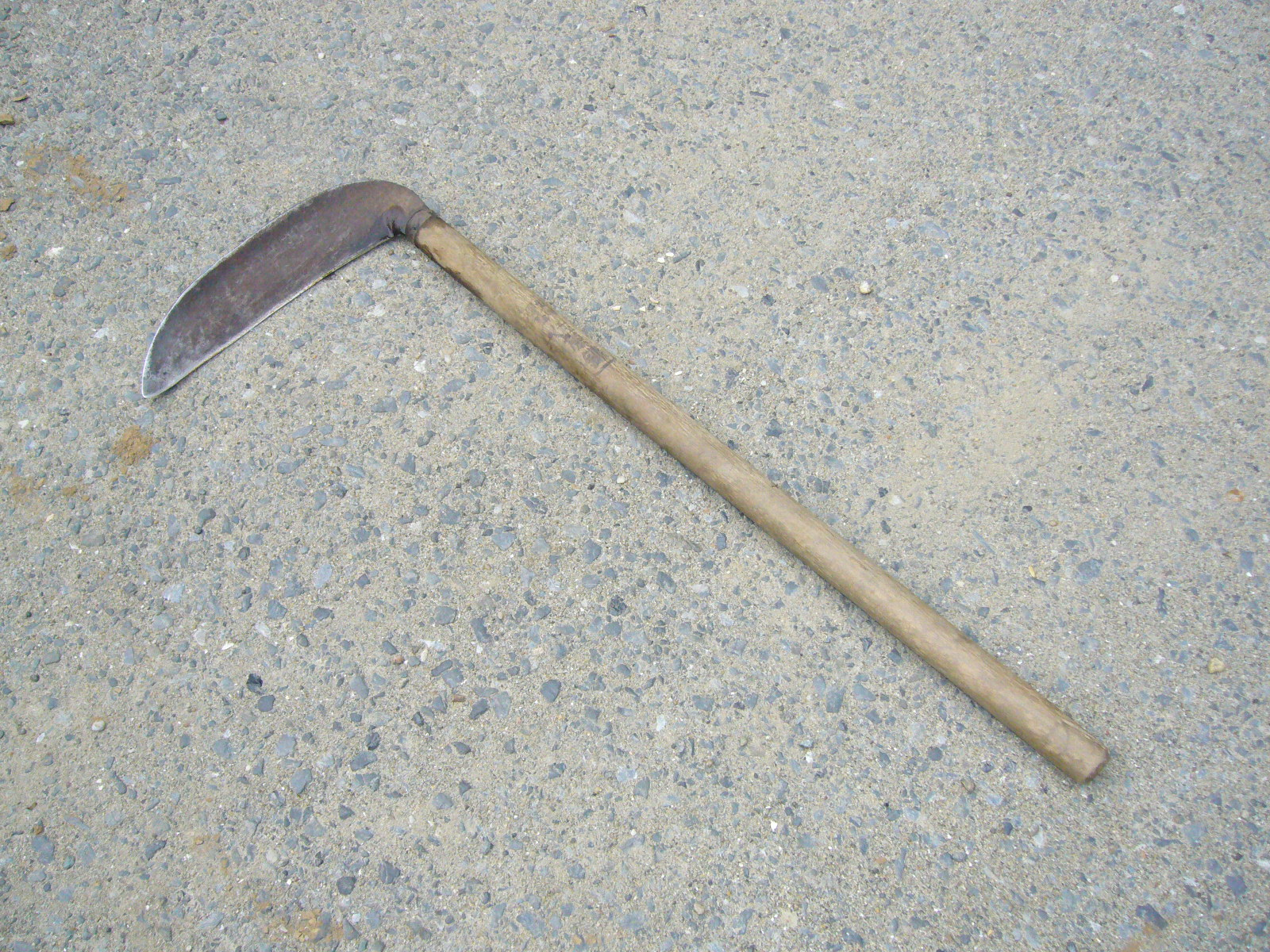
Een kama of Japanse sikkel om gras te maaien

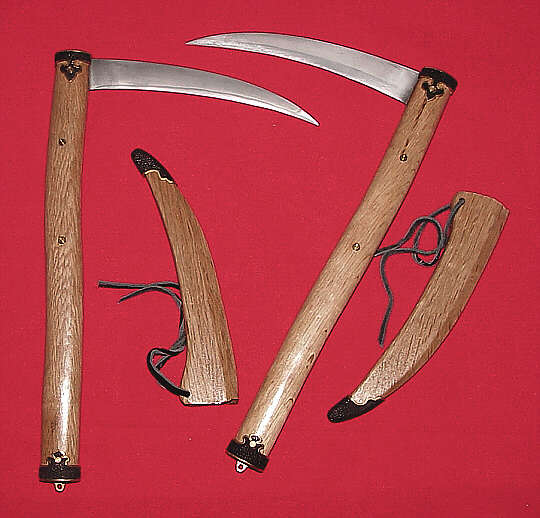
Twee kama's als wapen

Een kama (Japans: 鎌) of Japanse sikkel is een Japans landbouwhandwerktuig om grassen, graan of ruigte te maaien of af te snijden, vergelijkbaar in gebruik met een sikkel. Een kama bestaat uit een puntig mes met één scherpe rand, bevestigd aan een korte houten (of metalen) steel. Er bestaan ook kama's met een lange steel. In tegenstelling tot een (hand)zeis wordt een kama niet gehanteerd met een zwaaiende beweging, maar neemt de gebruiker een bundel gras of graan in de hand en snijdt hij met de kama in de andere hand, met een trekkende beweging, de halmen af.
Gelijkaardige werktuigen werden doorheen Azië gebruikt om gewassen te oogsten, voornamelijk rijst.
De kama vond zijn weg naar de vechtkunsten, in het bijzonder kobudo, de vechtkunsten van Okinawa, waar arme boeren het landbouwwerktuig aanwendden als geïmproviseerd wapen. Een aangepaste kama wordt, vaak een in elke hand, gebruikt in de karate, taekwondo en pencak silat. Een kusarigama is een kama aan een metalen ketting met een zware bol aan het uiteinde.